# جنغل غرغي (حسين أباد كرمان)
جنغل غرغي (بالفارسية: جنگل گرگی) هي قرية تقع في إيران في Hoseynabad Rural District. يقدر عدد سكانها بـ 76 نسمة بحسب إحصاء 2016.